# Oderen
Oderen település Franciaországban, Haut-Rhin megyében. Lakosainak száma 1229 fő (2022. január 1.). Oderen Linthal, Metzeral, Kruth, Fellering és Ranspach községekkel határos.

## Népesség
A település népességének változása:
| Lakosok száma | 1294 | 1287 | 1293 | 1268 | 1262 | 1260 | 1256 | 1242 | 1229 |
|               | 2013 | 2015 | 2016 | 2017 | 2018 | 2019 | 2020 | 2021 | 2022 |